# Liběchovka
Liběchovka är ett vattendrag i Tjeckien.   Det rinner genom regionerna Liberec och Mellersta Böhmen samt längs gränsen mot Ústí nad Labem, i den centrala delen av landet, 30 km norr om huvudstaden Prag.